# Опацьонка
Опацьонка (пол. Opacionka) — село в Польщі, у гміні Бжостек Дембицького повіту Підкарпатського воєводства.
Населення — 448 осіб (2011).
У 1975-1998 роках село належало до Тарновського воєводства.

## Демографія
Демографічна структура станом на 31 березня 2011 року:
|          | Загалом | Допрацездатний вік | Працездатний вік | Постпрацездатний вік |
| -------- | ------- | ------------------ | ---------------- | -------------------- |
| Чоловіки | 218     | 52                 | 144              | 22                   |
| Жінки    | 230     | 58                 | 125              | 47                   |
| Разом    | 448     | 110                | 269              | 69                   |